# Le Parti et l'Armée
 (mai 2012).
Si vous disposez d'ouvrages ou d'articles de référence ou si vous connaissez des sites web de qualité traitant du thème abordé ici, merci de compléter l'article en donnant les références utiles à sa vérifiabilité et en les liant à la section « Notes et références ».

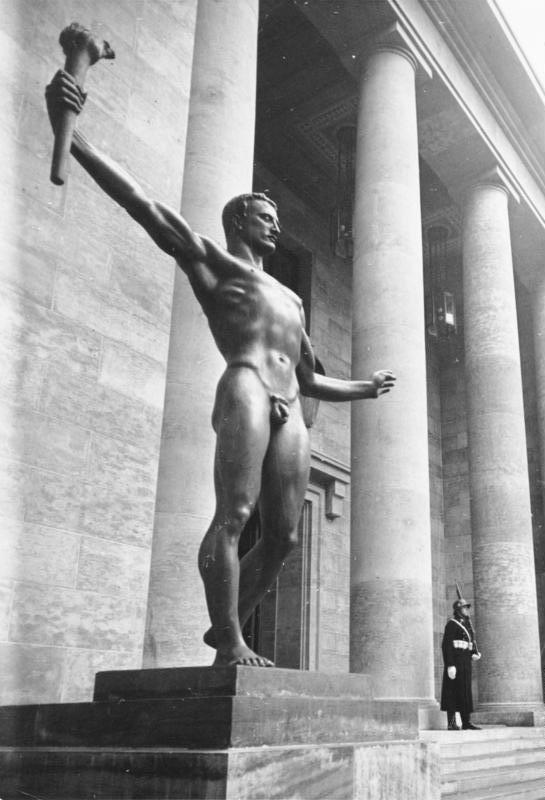
Une des deux statues composant l'œuvre.

Le Parti et l'Armée (allemand : Partei und Wehrmacht) sont des œuvres commandées par Adolf Hitler en 1937 au sculpteur Arno Breker pour orner l'entrée de la cour de la nouvelle chancellerie du Reich, demeure du Führer. Réalisées entre 1938 et 1939, ces deux statues colossales mesurent 3,50 mètres de haut et sont entièrement en bronze.
Ces deux sculptures sont aussi appelées : Le Porte glaive et Le Porte flambeau.

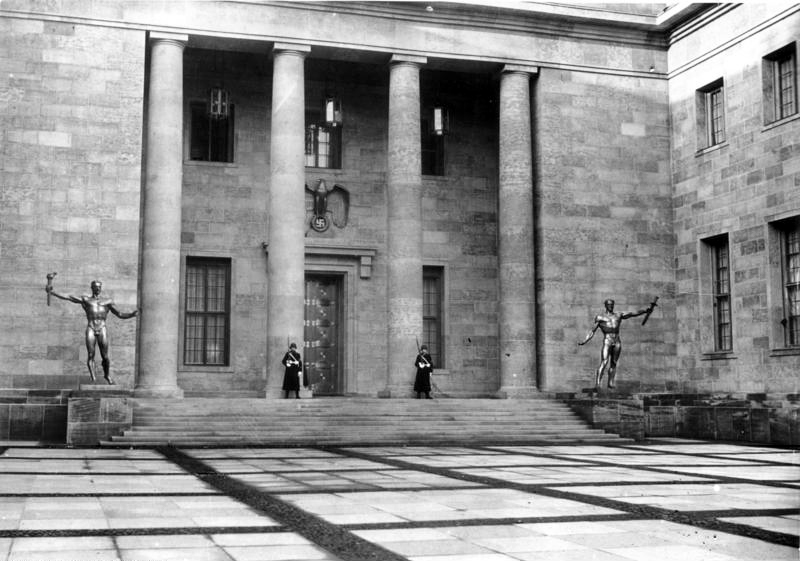
Le Parti et l'Armée dans la cour d'honneur de la Nouvelle Chancellerie d'Hitler.

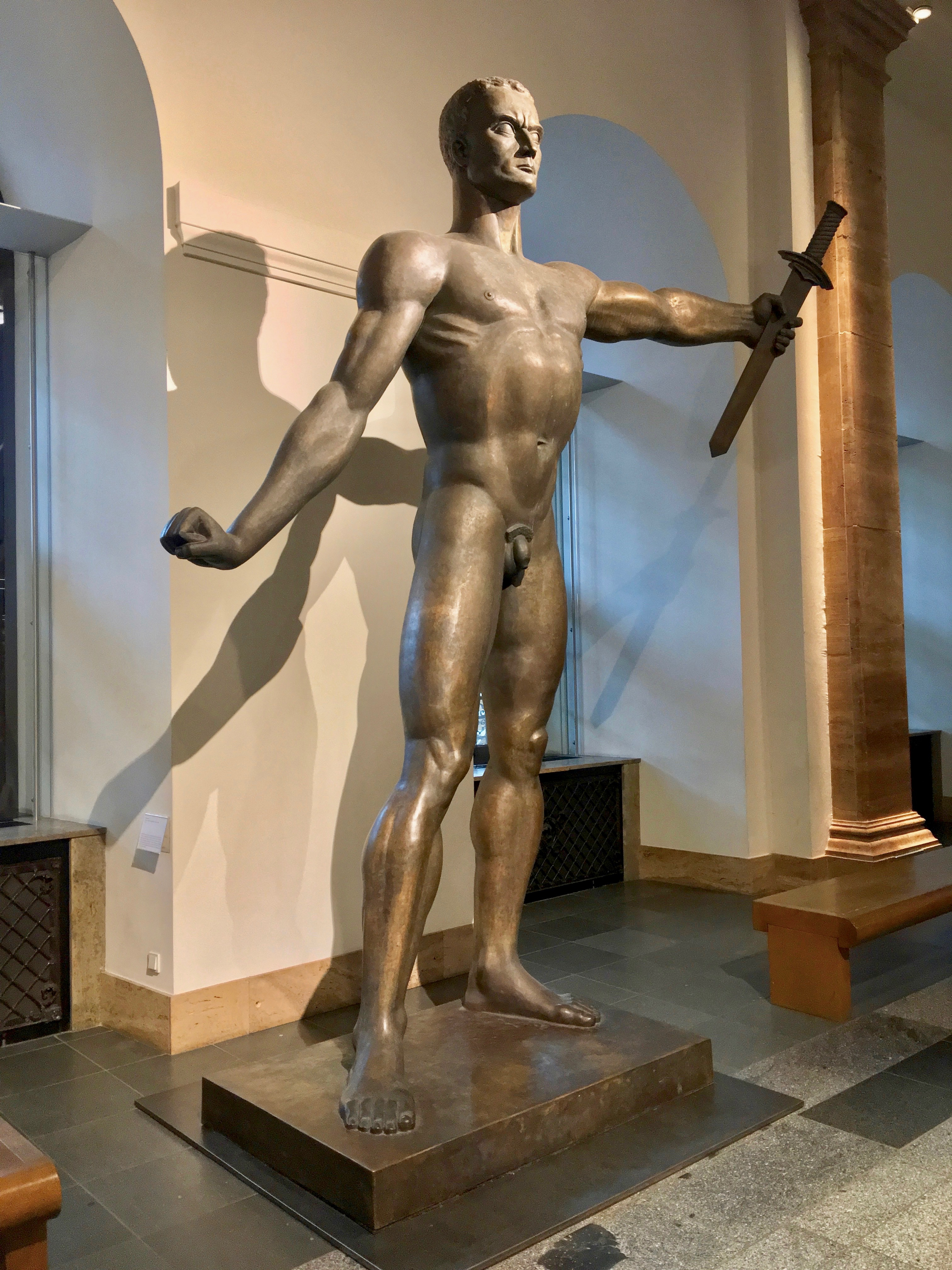
Réplique du Porte glaive au musée historique allemand de Berlin.

Disparu durant la Seconde Guerre mondiale lors des bombardements de la nouvelle chancellerie en 1945, longtemps pensé détruit, Le Porte glaive fut finalement retrouvé chez un collectionneur près de Kiel en 2015,.

## Description
« Ces deux sculptures se ressemblent : les muscles saillants et luisants ainsi qu’une même expression volontaire et soucieuse. La torche garde vive la flamme de l'esprit national qui anime le parti, le glaive défend les frontières de l'empire. Ainsi, dès qu'il passait le seuil de la chancellerie, le visiteur savait donc qu'au-delà régnait celui qui rassemblait en sa personne ces deux corps du souverain spirituel et du souverain temporel ».
La nudité des corps symbolise la force, la santé physique et forge ainsi l'image de la jeunesse allemande voulue par Hitler. Pour lui, la référence à l'Antiquité grecque est la source de la beauté idéale pour la représentation des corps.